# Copa Europeia CONIFA
A Copa Europeia CONIFA (português brasileiro) ou Taça Europeia de Futebol CONIFA (português europeu) é um torneio continental europeu de futebol organizado pela CONIFA, uma associação para as equipes que representam nações, dependências, estados não reconhecidos, minoritários, povos sem estado, regiões e micronações não filiados à FIFA, que ocorre a cada dois anos desde 2015.

## História

### Debrecen 2015
Em junho de 2014, a ConIFA anunciou planos para organizar a Copa Europeia de Futebol ConIFA. 3 associações se candidataram para sediar o torneio: Abecásia, Ilha de Man e Nagorno-Karabakh. A Ilha de Man foi anunciada como anfitriã em 6 de agosto. No entanto, em março de 2015, no sorteio da competição, o torneio foi movido como resultado de questões logísticas; o País Sículo foi anunciado como o anfitrião substituto, com a competição a ser realizada na Hungria.

### Chipre do Norte 2017
Em janeiro de 2017, a ConIFA anunciou, por meio de sua conta oficial no Twitter, que a edição de 2017 da Copa Europeia ConIFA aconteceria no Chipre do Norte. A competição contou com 8 equipes, duas a mais do que em 2015.

### Artsaque 2019
Em agosto de 2018, a ConIFA anunciou que a edição de 2019 da Copa Européia ConIFA aconteceria em Artsaque e contaria com 12 equipes, 4 a mais do que em 2017. Contudo, isso foi revisado para 8 equipes após a retirada tardia de 4 equipes.

## Títulos

### Por seleções
| Seleção           | Títulos        | Vice     | Terceiro | Quarto   |
| ----------------- | -------------- | -------- | -------- | -------- |
| Padânia           | 2 (2015, 2017) | –        | –        | –        |
| Ossétia do Sul    | 1 (2019)       | –        | –        | –        |
| Condado de Nice   | –              | 1 (2015) | –        | –        |
| Chipre do Norte   | –              | 1 (2017) | –        | –        |
| Armênia Ocidental | –              | 1 (2019) | –        | –        |
| Ellan Vannin      | –              | –        | 1 (2015) | –        |
| País Sículo       | –              | –        | 1 (2017) | –        |
| Abecásia          | –              | –        | 1 (2019) | 1 (2017) |
| Alta Hungria      | –              | –        | –        | 1 (2015) |
| Chameria          | –              | –        | –        | 1 (2019) |

## Participantes
Legenda
- 1º – Campeão
- 2º - Vice-campeão
- 3º - Terceiro lugar
- 4º - Quarto lugar
- FG  – Fase de Grupos
- •  – Não Participou
- ••  – Classificado(a), mas desistiu de participar
- ×  - Não entrou / Retirou-se / Banido(a) / Entrada não aceita pela ConIFA
- – País Sede
- Q - Qualificado(a) para o próximo torneio

| Equipe            | 2015 (6) | 2017 (8) | 2019 (8) | Total |
| ----------------- | -------- | -------- | -------- | ----- |
| Abecásia          | ••       | 4º       | 3º       | 2     |
| Alta Hungria      | 4º       | FG       | •        | 2     |
| Armênia Ocidental | •        | •        | 2º       | 1     |
| Artsaque          | ••       | •        | 5º       | 1     |
| Chameria          | ×        | ×        | 4º       | 1     |
| Chipre do Norte   | ••       | 2º       | •        | 1     |
| Ciganos           | 5º       | •        | •        | 1     |
| Condado de Nice   | 2º       | ••       | ••       | 1     |
| Ellan Vannin      | 3º       | FG       | ×        | 2     |
| Lapônia           | ••       | ••       | 7º       | 1     |
| Ossétia do Sul    | ••       | FG       | 1º       | 2     |
| Padânia           | 1º       | 1º       | 6º       | 3     |
| País Sículo       | FG       | 3º       | 8º       | 3     |
| Transcarpátia     | •        | FG       | •        | 1     |

## Membros da CONIFA na Europa
| \| Equipe \| \| ------------------- \| \| Abecásia \| \| Armênia Ocidental \| \| Artsaque \| \| Cantão de Ticino \| \| Chameria \| \| Chipre do Norte \| \| Cornualha \| \| Duas Sicílias \| \| Ellan Vannin \| \| Lapônia \| \| Ossétia do Sul \| \| Padânia \| \| País Sículo \| \| Paróquias de Jersey \| \| Récia \| \| Sardenha \| \| Transcarpátia \| |
| Equipe |
| Abecásia |
| Armênia Ocidental |
| Artsaque |
| Cantão de Ticino |
| Chameria |
| Chipre do Norte |
| Cornualha |
| Duas Sicílias |
| Ellan Vannin |
| Lapônia |
| Ossétia do Sul |
| Padânia |
| País Sículo |
| Paróquias de Jersey |
| Récia |
| Sardenha |
| Transcarpátia |

## Artilheiros
| Ano  | Jogador          | Gols |
| ---- | ---------------- | ---- |
| 2015 | Franck Delerue   | 5    |
| 2017 | Barna Bajko      | 5    |
| 2019 | Batradz Gurtsiev | 5    |